# Haspengouwroute

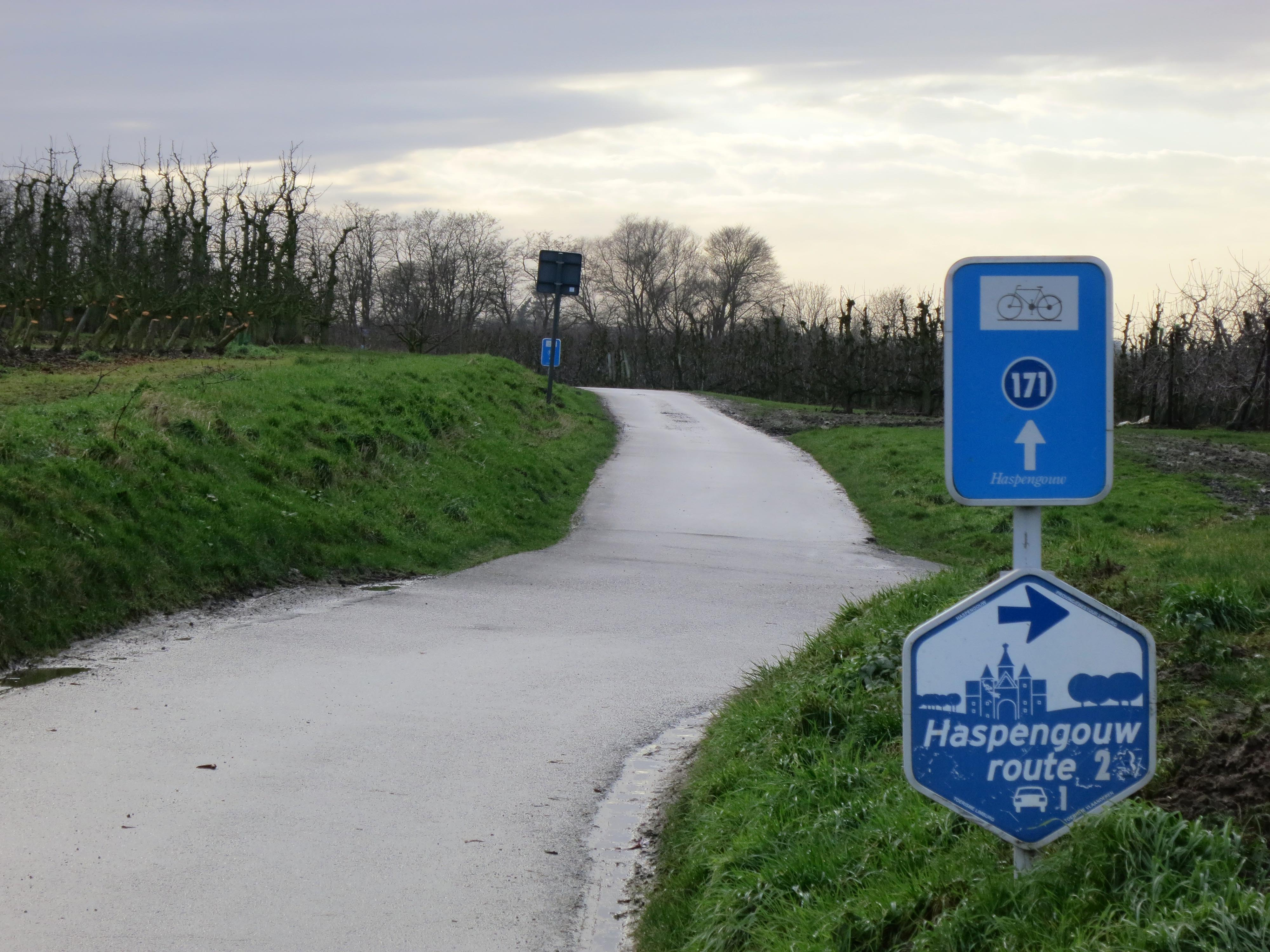

De Haspengouwroute is een bewegwijzerde toeristische autoroute in Vlaanderen. De route door Haspengouw is bewegwijzerd met zeshoekige blauwwitte borden en bestaat uit vier lussen langs onder andere Borgloon, Bilzen, Sint-Truiden en Tongeren.